# Kalkeifel-Radweg
De Kylltalradweg (Kylldalfietsroute) is een lange afstandsfietsroute in Rijnland-Palts in Duitsland. De route dient als verbinding tussen de Ahr-Radweg en de Kylltalradweg. Bij Kerpen kan worden aangesloten op de Mineralquellen-Route naar Daun. Het traject is bewegwijzerd in twee richtingen. 

## Aansluitingen met andere routes
- In Hillesheim kan worden aangesloten op de Kylltalradweg.
- In Kerpen kan worden aangesloten op de Mineralquellen-Route.
- In Ahrdorf kan worden aangesloten op de Ahr-Radweg.